# Mellan himmel och hav
Mellan himmel och hav (originaltitel: The High and the Mighty) är en amerikansk film från 1954 i regi av William A. Wellman. Filmen är baserad på en bestseller av författaren och piloten Ernest K. Gann, som även skrev filmmanuset. Den hade svensk premiär den 25 oktober 1954. Filmens musikaliska ledmotiv av Dimitri Tiomkin belönades med en Oscar.

## Handling
Filmen utspelar sig mestadels i en fyrmotorig Douglas DC-4 på väg mellan Honolulu och San Francisco. Som andrepilot flyger den tidigare flygkaptenen Dan Roman (John Wayne) med över 35 års erfarenhet av flygning. Han tvingades att lämna befattningen efter ett flyghaveri där han som kapten haft det juridiska ansvaret. I vänsterstolen sitter den yngre ofelbara kaptenen och befälhavaren John Sullivan (Robert Stack). När flygplanet är långt ute över Stilla Havet får man motorproblem. Det är här det visar sig om den äldre och mer erfarna piloten kan reda ut problemen.

## Medverkande (i urval)
- John Wayne - Dan Roman
- Claire Trevor - May Holst
- Laraine Day - Lydia Rice
- Robert Stack - John Sullivan
- Jan Sterling - Sally McKee
- Phil Harris - Ed Joseph
- Robert Newton - Gustave Pardee
- David Brian - Ken Childs
- Paul Kelly - Donald Flaherty
- Sidney Blackmer - Humphrey Agnew
- Julie Bishop - Lillian Pardee
- Pedro Gonzales-Gonzales - Gonzales
- John Howard - Howard Rice
- Wally Brown - Lenny Wilby, navigatör
- William Campbell - Hobie Wheeler
- Douglas Kennedy - Boyd
- Regis Toomey - Tim Garfield